# Selihot
Selihot (en hebreu - סליחות, "perdons"), són en un sentit ampli, els oficis de pregària i les peces litúrgiques que imploren la clemència divina per les faltes comeses pels infants d'Israel. La lectura de les Selihot és associada als dies formidables, (les congregacions asquenazites l'inicien poc abans dels deu dies de penitència, tanmateix les comunitats orientals i nombroses comunitats sefardites ho fan durant un període de 40 dies, a partir del dia 1 del mes d'Elul, fins al dia 10 del mes de Tixrí.

## Què són les Selihot?
Selihot: són poemes jueus penitencials, i oracions, del període previ als Yamim noraïm (Dies temibles), i els dies de dejuni. Els Tretze Atributs de la Misericòrdia de Déu són un tema central a tota aquesta oració.

## Selihot de Yamim Noraïm
A la tradició sefardita, el recital de les selihot en preparació per als Yamim noraïm, s'inicia el segon dia del mes hebreu d'Elul. A la tradició askenazita, comencen la nit del Sàbat abans de Roix ha-Xanà. Si el primer dia de Roix ha-Xanà cau en dilluns o dimarts, aleshores les selihot es diuen quan comença el Sàbat, durant la nit abans. Cal que les selihot es recitin almenys quatre vegades. Això es pot deure al fet que inicialment els piadosos dejunaven durant deu dies durant la temporada de penediment, i es van agregar quatre dies abans de Roix ha-Xanà per compensar els quatre dels deu dies de penediment en què està prohibit dejunar - els dos dies de Roix ha-Xanà, i el dia anterior a Yom Kippur, i mentre que alguns d'aquests dejunis ja han estat abandonats, les selihot que els acompanyaven s'han conservat. D'altra banda, la litúrgia de Roix ha-Xanà inclou la frase bíblica, "guardareu l'ofrena", com una ofrena que ha de ser realitzada a la recerca de defectes, durant quatre dies, de manera que també es necessiten quatre dies d'autorecerca.
Les selihot es refereixen tant als "piyutim" poètics, que componen el servei, així com al mateix servei. Els serveis de selichot sefardites són idèntics cada dia. A la tradició askenazita, encara que el text i la longitud de les oracions específiques varia de dia a dia, el format general sempre va romandre el mateix. Les selihot generalment es reciten entre la mitjanit i l'alba. Alguns les reciten la nit després del servei, o el matí abans del servei Saharit, a causa de la conveniència de l'assistència a la sinagoga en aquests moments.
Es podria dir que la nit més important i sens dubte la més popular de les Selihot, a la tradició askenazita, és la primera nit, quan moltes dones i nenes, així com els homes i els nens assisteixen a la cerimònia nocturna la nit del Sàbat. El "Hazan" porta un kitel i canta melodies elaborades. En algunes congregacions, no és estrany que un cor participi en el servei d'aquesta primera nit. Aquesta nit també té més Selihot que qualsevol altra nit abans de la vigília de Roix ha-Xanà. Les altres nits són més escassament ateses, i els serveis són sovint dirigits per un laic, i no pas un músic entrenat, amb melodies que són menys elaborades.

## Categories de Selihot
- Akeidah (עקידה) "Unió". Es refereix a l'intent de sacrifici d'Isaac, per part d'Abraham. Es dona gràcies a Adonai per respondre les oracions.
- Hatanu (חטאנו) "Hem pecat". Són recitades la nit abans de Roix ha-Xanà, i continuant fins al Yom Kippur.
- Pizmon (פזמון) "Cor". Aquestes selihot varien segons el dia, i contenen una tornada que es repeteix després de cada estrofa.
- Selihà (סליחה) "Perdó". És el càntic predeterminat, i comprèn la major part del servei.
- Tehinà (תחינה) "Petició". És recitada la nit abans de Roix ha-Xanà, al final del servei.

## Selihot dels dies de dejuni
Els dies de dejuni menor, algunes comunitats reciten les selihot després de la conclusió de l'Amidà. Les comunitats asquenazites occidentals van inserir a la pregària dels dies de dejuni menor, una gran importància al medi de la benedicció del perdó, i a la repetició de l'Amidà. Les Selihot no es reciten durant el dia de dejuni de Tixà be-Av.